# Alternativa Estel
Alternativa Estel (AE) fou una organització d'estudiants dels Països Catalans entre 1993 i 2006, any en què es va convertir en el Sindicat d'Estudiants dels Països Catalans (SEPC), fruit d'un procés de fusió. Es definí pel seu paper sociopolític, tant en la defensa dels drets dels estudiants com en la seva implicació amb un projecte polític situat en l'espai de l'esquerra independentista i la reivindicació dels Països Catalans.
El 1999 va publicar Tornen els grisos (El Jonc) que recollia els esdeveniments succeïts a la Universitat Autònoma de Barcelona arran de la visita del President espanyol José Maria Aznar, en la qual aquesta organització protagonitzà les protestes estudiantils que tindrien important repercussió política. Protagonitzà accions de protesta en defensa de la universitat pública, de la llengua catalana i de caràcter més polític i social, contra la precarietat laboral dels joves i estudiants i les ETT, contra el feixisme i l'anticatalanisme o de caràcter internacionalista. Un dels esdeveniments que més ressò va tenir va ser l'acte polític de l'Asociación Madres de Plaza de Mayo, a càrrec de la seva presidenta Hebe de Bonafini, el 22 de maig de 2002.
El maig del 2004 va començar un procés d'unió amb la Coordinadora d'Estudiants dels Països Catalans (CEPC), que va culminar l'1 de maig de 2006 amb la creació Sindicat d'Estudiants dels Països Catalans (SEPC), en una assemblea nacional constituent celebrada a Sueca (Ribera Baixa).
El periodista i diputat al Parlament de Catalunya David Fernàndez en va ser militant des de 1993. L'historiador i també diputat Ramon Usall, l'alcalde de Navàs Jaume Casals i Ció, la regidora de Sant Cugat del Vallès Núria Gibert i Dasca, tots ells de la CUP, també en van formar part.